# Избори за предсједника Републике Српске 2007.
Пријевремени избори за Предсједника Републике Српске одржани су 9. децембра 2007. године, око 2 мјесеца након што је предсједник Милан Јелић 30. септембра преминуо од срчаног удара. На овим изборима биран је само предсједник, док су потпредсједници до краја четворогодишњег мандата остали Адил Османовић и Давор Чордаш, који су на те функције изабрани на претходним изборима 2006. године. Број важећих гласова био је 411.023 (98,68%), а неважећих 5.491 (1,32%). Од укупног броја важећих гласова, на редовним бирачким мјестима било их је 404.398 (98,39%), поштом 4.529 (1,10%), у одсуству и путем мобилног тима 1.975 (0,48%), те на потврђеним гласачким листићима 121 (0,03%).

## Резултати
| Кандидат              | Политички субјекат                         | Гласови |
| --------------------- | ------------------------------------------ | ------- |
| Рајко Кузмановић      | Савез независних социјалдемократа          | 169.863 |
| Огњен Тадић           | Српска демократска странка                 | 142.898 |
| Младен Иванић         | Партија демократског прогреса              | 69.522  |
| Слободан Поповић      | Социјалдемократска партија БиХ             | 8.659   |
| Мирко Благојевић      | Српска радикална странка др Војислав Шешељ | 7.526   |
| Неџад Делић           | Демократска странка инвалида БиХ           | 4.499   |
| Крсто Јандрић         | Народна демократска странка                | 3.945   |
| Антон Јосиповић       | Народна странка радом за бољитак           | 2.529   |
| Драган Ђокановић      | Независни кандидат                         | 849     |
| Никола Лазаревић      | Европска еколошка странка Е-5              | 733     |
| Укупно важећи гласови | Укупно важећи гласови                      | 404.398 |
| Неважећи гласови      | Неважећи гласови                           | 5.459   |
| Извор: ЦИК            |                                            |         |